# 納克瓦沙
49°58′28″N 25°19′14″E / 49.97444°N 25.32056°E
納克瓦沙（烏克蘭語：Накваша），是烏克蘭西部的村莊，隸屬利維夫州的佐洛奇夫區。該村面積1.59平方公里，海拔高度293米，2001年人口505，人口密度每平方公里316.81人。